# Mike Reddick
Michael Reddick (* 14. Februar 1963 in Savannah) ist ein ehemaliger US-amerikanischer Basketballspieler.

## Laufbahn
Reddick wuchs in Savannah (US-Bundesstaat Georgia) auf und besuchte bis 1980 die Sol C. Johnson High School. Von 1980 bis 1984 weilte er an der Stetson University in Florida. Er studierte dort Körpererziehung und war Mitglied der Basketball-Hochschulmannschaft. Der 2,03 Meter messende Flügelspieler nahm mit Stetson an 98 Spielen teil, er verbuchte im Schnitt 11,2 Punkte und 6,9 Rebounds je Begegnung. 1981 gewann er mit einer Studentenauswahl der Vereinigten Staaten ein internationales Basketballturnier in Taiwan und 1982 ein Turnier im koreanischen Seoul. Beim Draftverfahren der NBA im Jahr 1984 gingen die Rechte an Reddick an die Milwaukee Bucks (sechste Auswahlrunde, 136. Stelle). Milwaukee machte von dem Recht aber keinen Gebrauch und nahm Reddick nicht unter Vertrag.
Sein erster Verein im Berufsbasketball wurde in der Saison 1984/85 der französische Erstligist Saint Etienne. Reddick wurde in 26 Ligapartien eingesetzt, erzielte dabei im Durchschnitt 18,9 Punkte sowie 12,1 Rebounds. 1985/86 stand er bei Verviers in Belgien unter Vertrag.
1986 wechselte er zu EBBC Den Bosch in die Niederlande. In den Spieljahren 1986/87 und 1987/88 gewann er mit Den Bosch jeweils den Landesmeistertitel. Reddick erzielte 1986/87 18,3 Punkte und 7 Rebounds je Partie, 1987/88 dann 22 Punkte und 14 Rebounds. In seinem dritten Jahr in Den Bosch (1988/89) erreichte der US-Amerikaner einen Mittelwert von 20,4 Punkten je Begegnung. Reddick trat mit Den Bosch auch im Europapokal der Landesmeister an.
Reddick setzte seine Laufbahn in Italien fort: In den Spieljahren 1989/90 sowie 1990/91 stand er bei Pallacanestro Reggiana unter Vertrag, 1992/93 bei Cagiva Varese und 1993/94 bei Acqua Lora Venezia. 1994/95 stand er bei Ülkerspor in der Türkei und 1995/96 im selben Land bei Meysuspor unter Vertrag.
Nach dem Ende seiner Spielerzeit wurde Reddick in seinem Heimatland Trainer. Er arbeitete zwei Jahre als Assistenztrainer an der Westlake High School in Georgia und ab 1997 als Cheftrainer an der South Atlanta High School in Atlanta. Dort gehörte zeitweilig Derrick Favors zu seinen Schützlingen.